# حارة عبود (التواهي)
حارة عبود هي إحدى حارات حي أكتوبر الواقع بمديرية التواهي التابعة لمحافظة عدن، بلغ تعداد سكانها 976 نسمة حسب تعداد اليمن لعام 2004.